# PAW Patrol: The Mighty Movie
PAW Patrol: The Mighty Movie é um filme estado-canadense de animação digital do gênero comédia de aventura, baseado na série de televisão PAW Patrol criada por Keith Chapman. O filme é produzido pela Spin Master Entertainment, a empresa de brinquedos por trás da série original, com animação fornecida pela Mikros Image. Dirigido por Cal Brunker, que coescreveu o roteiro com Bob Barlen, com Jennifer Dodge, Laura Clunie e Toni Stevens como produtores.   
PAW Patrol: The Mighty Movie foi lançado em 29 de agosto de 2023 nos Estados Unidos, pela Paramount Pictures.

## Sinopse
Um meteoro mágico cai na Cidade da Aventura, dando aos protagonistas caninos superpoderes condizentes com suas personalidades. É quando o arqui-inimigo da Patrulha Canina, Humdinger, escapa da prisão e se junta a uma cientista louca para roubar os poderes deles. Cabe á menor dos protagonistas, Skye, pará-los e descobrir sua própria força sem os poderes do meteoro.

## Elenco
- Marsai Martin como Liberty, uma dachshund que mora na Cidade da Aventura, e uma nova aliada da Patrulha Canina.
- Kim Kardashian como Delores, uma poodle atrevida que trabalha em um abrigo para animais.
- Finn Lee-Epp como Ryder, um humano de 10 anos que serve como líder da equipe de Patrulha Canina. Lee-Epp substitui Beckett Hipkiss, da série.
- Christian Corrao como Marshall, um dálmata que serve como um filhote de bombeiro.
- Callum Shoniker como Rocky, um vira-lata cinza e branco que serve como um filhote de reciclador. Callum Shoniker, que dublou o Copycat na sexta e sétima temporadas da série, substitui Jackson Reid da série.
- Luxton Handspiker como Rubble, um buldogue que trabalha como um cachorrinho de construção. Handspiker substitui Keegan Hedley do primeiro filme.
- Ron Pardo como Prefeito Humdinger, o ex-prefeito de Foggy Bottom e o maior rival da Patrulha Canina.

- Taraji P. Henson como Victoria Vance, uma cientista louca.
- Kristen Bell
- Christian Convery
- Mckenna Grace
- Lil Rel Howery
- James Marsden
- Serena Williams
- Alan Kim
- Brice Gonzalez
- North West
- Nylan Parthipan

## Produção

### Desenvolvimento
Em agosto de 2021, o diretor Cal Brunker afirmou que gostaria de fazer uma sequência de Patrulha Canina: O Filme. "Nós certamente pensamos sobre isso. Existem outras histórias que gostaríamos de contar. Mas, para nós, trata-se realmente de ver se as pessoas amam este filme, em seguida, partir daí.".
Em 3 de novembro de 2021, a Spin Master anunciou oficialmente que uma sequência intitulada PAW Patrol: The Mighty Movie, estava em desenvolvimento, com Cal Brunker confirmado como diretor, enquanto Jennifer Dodge confirmou que seria produtora junto com Laura Clunie e Toni Stevens. Em maio de 2022, Taraji P. Henson foi adicionada ao elenco e foi anunciado que Brunker e Bob Barlen escreveriam o roteiro do filme.
Em 25 de janeiro de 2023, o elenco do filme foi anunciado, incluindo Kristen Bell, Christian Convery, Mckenna Grace, Lil Rel Howery, James Marsden, Serena Williams, Alan Kim, Brice Gonzalez, North West, Christian Corrao (reprisando seu papel como Marshall da série substituindo Kingsley Marshall do primeiro filme) e Nylan Parthipan. Também foi anunciado que Finn Lee-Epp substituiria Will Brisbin como a voz de Ryder e Luxton Handspiker reprisaria seu papel como a voz de Rubble de Rubble & Crew substituindo Keegan Hedley do primeiro filme, e que Marsai Martin, Kim Kardashian, Ron Pardo e Callum Shoniker estariam reprisando seus papéis como Liberty, Delores, Prefeito Humdinger e Rocky. 

### Animação
Assim como o primeiro filme, a animação foi providenciada pela Mikros Image.

## Música
A trilha sonora do filme foi composta por Pinar Toprak, substituindo Heitor Pereira.

## Lançamento
PAW Patrol: The Mighty Movie está agendado para ser lançado em 29 de setembro de 2023 nos Estados Unidos, pela Paramount Pictures. Ele foi provisoriamente agendado para em 13 de outubro de 2023.
No Brasil, o filme está agendado para ser lançado em 5 de outubro de 2023.